# DOG×POLICE 純白の絆
『DOG×POLICE 純白の絆』（ドッグポリス じゅんぱくのきずな）は、2011年公開の日本映画。
警視庁管内で警備犬の訓練にあたる警視庁警備部警備第二課装備第四係（劇中での通称：犬屋）を舞台に、不祥事で転属させられた熱気ある新人警察官・早川勇作とバディーの警備犬・シロとの友情、勇作と同僚警官とのチームワークを通じて、連続爆破テロ事件の解決に挑むサスペンス映画である。

## ストーリー
協調性に欠けるが抜群の検挙率を誇る、正義感の強い若い警官、早川勇作。刑事志望だが次に配属されたのは、警備犬の運用セクションである警視庁警備部警備第二課装備第四係だった。期待はずれの人事でクサりつつある早川にあてがわれたバディ（警備犬）は劣性遺伝（アルビノ）というハンデを抱えて生まれた“シロ”だった。早川とシロは厳しい訓練を乗り越えて絆を深め、連続爆破事件に挑んでいく。

## キャスト
- 早川勇作：市原隼人 - バディ：シロ[2]
- 水野夏希：戸田恵梨香 - バディ：ブランド
- 竹清悟：村上淳 - バディ：マック
- 西村孝：カンニング竹山 - バディ：アレックス
- 永井孝介：阿部進之介 - バディ：バルト
- 村岡総一郎：矢島健一
- 田尻泰治：堀部圭亮
- 近藤篤史：相島一之
- 鈴木博之：小林且弥
- 佐久間警備局長：本田博太郎
- 有吉宗太郎：きたろう
- 斉藤均：伊武雅刀
- 松金よね子
- 神尾佑
- 小柳心
- 池田政典
- 阪田マサノブ
- 少路勇介
- 菊田大輔
- 宙音ミク（声）：豊崎愛生
- 久坂亨：若葉竜也
- 大塚直樹：松重豊
- 向井寛：時任三郎

## 製作
劇中、警視庁を題材としているため舞台は東京都内であるが、爆破される商業施設名は全て架空の名称となっている。実際の屋外ロケは神戸市（ハーバーランド、ポートアイランド市民広場）・滋賀県（ビバシティ彦根）・広島市の「基町クレド・パセーラ」など西日本を中心に行われた。これは撮影時期の2011年3月に東日本大震災が発生したことで当初予定していた関東でのロケ撮影が困難となったためである。パセーラでは爆破用のオープンセットを建て、CG無しの爆破シーンが撮影された。主要都市中心部の繁華街で大規模な本物の爆破シーンが撮影されたのは日本映画で極めて異例のことであり話題となった。このシーンの撮影のため、実際の爆破の際には広島県警察の協力で前の道路を一時全面封鎖している。

## スタッフ
- 監督：七高剛
- 製作指揮：宮崎洋
- 企画プロデュース：佐藤貴博
- プロデューサー：下田淳行
- 原案：小森陽一
- 脚本：大石哲也
- 脚本協力：斉藤ひろし
- 音楽：佐藤直紀
- 主題歌：シクラメン「僕の宝物」（トイズファクトリー）
- ミュージックデザイン：石井和之
- 撮影：斎藤幸一
- 美術：原田恭明
- 照明：豊見山明長
- 録音：芦原邦雄
- 助監督：李相國
- ドッグトレーナー：鈴木和夫
- アクション監督：下村勇二
- VFX：オムニバス・ジャパン
- 特殊造型：百武朋、上松盛明
- ガンエフェクト：BIG SHOT
- 製作：「DOG×POLICE」FILM PARTNERS（日本テレビ放送網、東宝、讀賣テレビ放送、バップ、D.N.ドリームパートナーズ、ツインズジャパン、札幌テレビ放送、宮城テレビ放送、静岡第一テレビ、中京テレビ放送、広島テレビ放送、福岡放送）
- 制作プロダクション：ツインズジャパン
- 配給：東宝
- 企画・製作幹事：日本テレビ放送網